# Tây Visayas
Tây Visayas là một vùng của Philippines. Tỉnh được coi là Vùng VI, bao gồm 6 tỉnh là Aklan, Negros Occidental, Capiz, Guimaras và Iloilo. Đây là Vùng có nhiều thành phố nhất với con số lên tới 16, trong đó Thành phố Iloilo là trung tâm Vùng. Vùng có hai Thành phố đô thị hóa cao là Bacolod và Iloilo, thành phố Kalibo là cửa ngõ hàng không quốc tế duy nhất với Sân bay Quốc tế Kalibo.
Tỉnh Palawan đã được chuyển sang Vùng Tây Visayas vào ngày 23/5/2005 bởi Sắc lệnh số 429 . Việc chuyển giao dự kiến hoàn tất vào tháng 6 năm 2005 . Tuy nhiên, người dân Palawan đã chỉ trích việc chuyển giao trên, hộ cho rằng việc này diễn ra mà chưa tham khảo ý nguyện của người dân. Việc này cuối cùng đã bị hoãn lại. Hiện tại, Palawan vẫn thuộc Vùng MIMAROPA.

## Ngôn ngữ
Các ngôn ngữ bản địa của cư dân Tây Visayas là
- Tiếng Hiligaynon, được sử dụng ở Iloilo, Negros Occidental, Guimaras và Capiz (nơi mà ngôn ngữ này được gọi là tiếng Capiznon). Đây là ngôn ngữ chung của cả Vùng
- Tiếng Kinaray-a, được sử dụng ở tỉnh Antique và một phần của Iloilo, Capiz và Aklan.
- Tiếng Akeanon, được sử dụng tại tỉnh Aklan
- Tiếng Malaynon, được sử dụng tại tỉnh Aklan
- Tiếng Cebuano, được sử dụng ở phần phía đông của tỉnh Negros Occidental

## Hành chính
Tây Visayas được chia thành 6 tỉnh
| Tỉnh/Thành phố    | Thủ phủ                | Dân số (2000) | Diện tích (km²) | Mật độ (trên km²) |        |
| ----------------- | ---------------------- | ------------- | --------------- | ----------------- | ------ |
| Aklan             | Kalibo                 | 451,314       | 1,817.9         | 248.3             |        |
| Antique           | San Jose de Buenavista | 471,088       | 2,522.0         | 186.8             |        |
| Capiz             | Roxas                  | 654,156       | 2,633.2         | 248.4             |        |
| Guimaras          | Jordan                 | 141,450       | 604.7           | 233.9             |        |
| Iloilo            | Thành phố Iloilo       | 1,925,002     | 4,719.4         | 407.9             |        |
| Negros Occidental | Bacolod                | 2,565,723     | 7,926.1         | 323.7             |        |
|                   |                        |               |                 |                   |        |
| Bacolod[c]        | —                      | 429,076       | 161.5           | 2656.8            |        |
| Iloilo            | Thành phố Iloilo [c]   | —             | 365,820         | 56.0              | 6532.5 |

Notes:

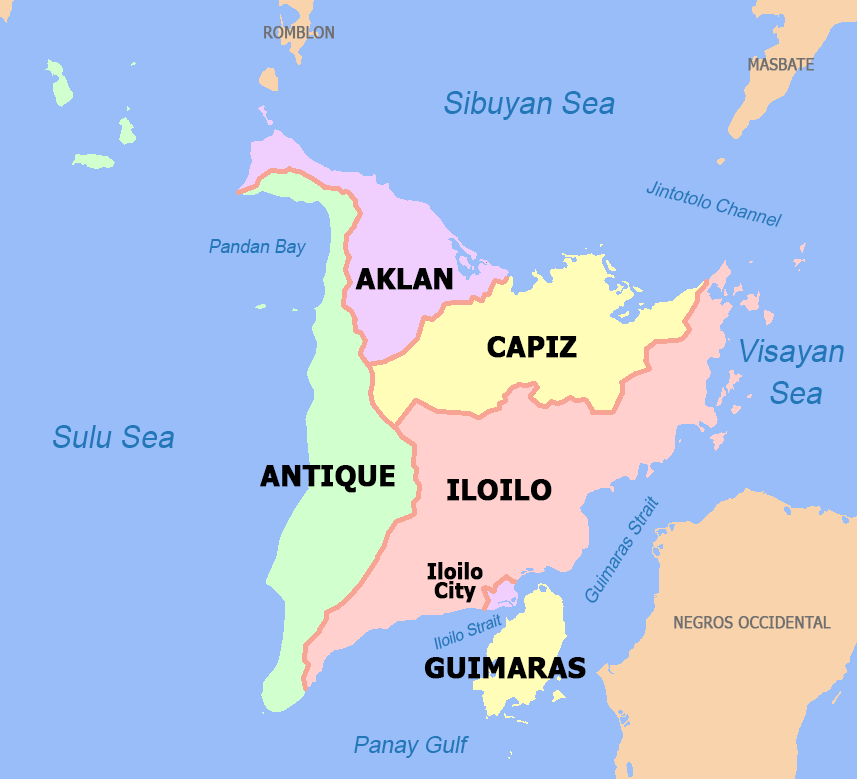
Bản đồ Hành chính Tây Visayas

- c  Bacolod và Iloilo || Thành phố Iloilo là các thành phố đô thị hóa cao; được ước tỉnh ngoài các tỉnh Negros Occidental và Iloilo.

### Thành phố hợp thành
- Bago, Negros Occidental
- Cadiz, Negros Occidental
- Escalante, Negros Occidental
- Himamaylan, Negros Occidental
- Kabankalan, Negros Occidental
- La Carlota, Negros Occidental
- Passi, Iloilo
- Roxas, Capiz
- Sagay, Negros Occidental
- San Carlos, Negros Occidental
- Silay, Negros Occidental
- Sipalay, Negros Occidental
- Talisay, Negros Occidental
- Victorias, Negros Occidental